# Javier María Prades
Javier María Prades López (Madrid, 22 de junio de 1960) es un sacerdote, y teólogo español. Desde 2012 hasta 2024 ha sido rector de la Universidad San Dámaso, en Madrid (España).

## Biografía
Cursó sus estudios en el colegio San Agustín, en Madrid. En 1977 comenzó a estudiar la carrera de derecho en la Universidad Autónoma de Madrid, donde se licenció en 1982. Realizó estudios de Teología de la Universidad Pontificia Comillas y en el centro de estudios teológicos San Dámaso, en el que obtuvo el bachillerato en teología en junio de 1985. Fue ordenador sacerdote en 1987. Se licenció en 1988 en teología por la Universidad Pontificia de Comillas con una tesina titulada: Acercamiento al cristocentrismo teológico de Hans Urs von Balthasar. En diciembre de 1991 se doctoró por la Pontificia Universidad Gregoriana con una tesis titulada Deus specialiter est in sanctis per gratiam. 
En octubre de 1991 comenzó a impartir clase en la facultad de teología de San Dámaso, donde fue nombrado catedrático en 2001. Entre los años 2009 y 2012 fue decano de la facultad de teología de San Dámaso, la cual comenzó a formar parte de la Universidad San Dámaso en 2011. Además, desde 2009 es miembro de la Comisión Teológica Internacional y desde enero de 2012 hasta 2024 ha sido rector de la Universidad San Dámaso.
De forma habitual imparte conferencias a nivel internacional y escribe artículos de opinión en medios de comunicación.

## Obra
- Deus specialiter est in sanctis per gratiam. El misterio de la inhabitación de la Trinidad en los escritos de Santo Tomás (= Analecta Gregoriana n.º 261. ISBN 88-7652-651-X). Roma, EPUG, 1993. 521 pp
- Coautor con L. GIUSSANI y S. ALBERTO de: "Generare tracce nella storia del mondo" (ISBN 88-17-86041-7). Milano, Rizzoli, 1998 (2 2012; última reimpresión 2020). 210 pp.
- Coautor con A. SCOLA y G. MARENGO de: "La persona umana. Antropologia Teologica" (= AMATECA n.º 15. ISBN 88-16-40536-8). Milano, Jaca Book, 2000 ( 2 2006). 360 pp
- Dios ha salvado la distancia (ISBN 84-7490-695-4). Madrid, Encuentro, 2003. 135 pp.
- Communicatio Christi. Reflexiones de teología sistemática (= Studia Theologica Matritensia n.º 5. ISBN 84-96318-03-6). Madrid, Publicaciones Facultad San Dámaso, 2004. 233 pp.
- Dar testimonio. La presencia de los cristianos en la sociedad plural (= Estudios y Ensayos n.º 184. ISBN 978-84-220-1837-7) BAC, Madrid 2015. XXXV + 462 pp.